# Dietersburg
Dietersburg é um município da Alemanha, situado no distrito de Rottal-Inn, no estado da Baviera. Tem 55,06 km² de área, e sua população em 2019 foi estimada em 3.156 habitantes.